# Борисов Валерій Дмитрович
Вале́рій Дми́трович Бори́сов (нар. 31 травня 1957, м.Кілія, Одеська область) — кандидат економічних наук (1987), член Партії регіонів; ВР України, член Комітету з питань бюджету (з 07.2006), член фракції ПР (з 16.06.2011).
Народився 31 травня 1957 (м. Кілія, Одеська область); українець; батько Дмитро Родіонович (1929–2002); мати Юлія Іванівна (1926–2000); дружина Олена Євгенівна (1957) — директор культурно-оздоровчого центру «Сабіна»; син Дмитро (1981) — директор ТОВ «МТІ Україна», депутат Печерської районної в м. Києві ради.

## Освіта
Київський технологічний інститут харчової промисловості, факультет «Машини і апарати харчових виробництв» (1974-77, 1980-82).

## Кар'єра
08.1982-12.84 — інженер науково-дослідного сектору, Київський інститут народного господарства. 12.1984-02.87 — аспірант, Рада з вивчення виробничих сил УРСР АНУ.
04.-07.1987 — інженер, 07.1987-04.92 — завідувач відділу, голова планової комісії, заступник голови, 1-й заступник голови, виконком Ленінградської райради народний депутат м. Києва.
04.1992-09.93 — голова Комітету економіки, заступник глави, Київської міськдержадміністрації
09.1993-02.97 — заступник директора, ТОВ «Регістр ЛТД». 02.1997-09.2000 — директор, ПП «Ренікс».
09.2000-07.01 — президент, ТОВ «Управління будівництва тунелів та підземних споруд спеціального призначення».
07.2001-06.02 — президент, концерн «Київпідземшляхбуд».
06.2002-09.03 — заступник голови — начальника Головного управління економіки та розвитку міста,
10.2003-05.06 — 1-й заступник голови — начальник Головного управління економіки та інвестицій, Київської міськдержадміністрації Депутат Київської міськради (2002-06).
Народний депутат України 5-го скликання з 04.2006 від Блоку «Наша Україна», № 57 в списку. На час виборів: 1-й заступник голови Київської міськдержадміністрації, член НСНУ.
Народний депутат України 6-го скликання
з листопада 2007 р., обраний за списками Блоку «Наша Україна — Народна самооборона»

## Звання і нагороди
Орден «За заслуги» III ст. (08.2002). Почесна грамота КМ України (06.2003). Почесна грамота ВР України (09.2003). Державний службовець 3-го рангу (08.2004). Заслужений економіст України (05.2005).
Автор (співав.) 11 наукових праць.[джерело?]

## Скандали
У ході передвиборчої кампанії до Верховної Ради 2012 року кандидат у народні депутати став об'єктом кампанії «Помста за розкол країни». 9 вересня під час поширення листівок активістів спробували затримати працівники Беркуту. Причиною для таких дій правоохоронців стала скарга офіційного представника Валерія Борисова на парламентських виборах — Ходуліна Валентина Віталійовича. А протягом жовтня антиагітаційні намети кампанії проти кандидата зазнавали перешкоджань з боку агітаторів Борисова та нападів з боку невідомих.